# 佛卡溫
佛卡溫（Folcwine），是英國作家約翰·羅納德·瑞爾·托爾金（J.R.R. Tolkien）的史詩式奇幻作品《魔戒三部曲》中的虛構人物。
他是洛汗（Rohan）第十四任國王，任內洛汗國力完全恢復，並援助剛鐸（Gondor）擊退了入侵的哈拉德人（Haradrim）。

## 名字
佛卡溫（Folcwine）一名是古英語，意思是「人民之友」Friend of the People或「人民的保護者」Protector of the People。

## 總覽
佛卡溫屬於北方人（Northmen）分支中的洛汗人（Rohirrim），是國王佛卡（Folca）的兒子及繼承人。不清楚他有沒有任何兄弟姊妹。他有三子一女，分別是雙胞胎兒子佛克瑞（Folcred）和法絲崔，名字不詳的女兒是第三位孩子，而幼子及繼承人是范哲爾（Fengel）。
他是洛汗第十四位國王，也是王室第二支系的第五位國王。佛卡溫是一位有才幹的君王，在他任內洛汗的國力完全恢復，並逐退了境內所有的登蘭德人（Dunlendings），和派兵支援遭到哈拉德人入侵的剛鐸，均取得全勝。
他生於第三紀元2830年，死於2903年，享年73歲。

## 生平

### 早年
佛卡溫在第三紀元2830年出生，應該是首都伊多拉斯（Edoras）出生。
2864年，他的父親佛卡在費理安森林（Firien Woods）狩獵時，被巨型野豬（Boar of Everholt）刺死，由佛卡溫繼位。

### 洛汗國王
他即位成為國王後，攻擊國境以內的登蘭德人，收復了位於艾辛河（Isen）與亞多河（Adorn）之間的西境（West-march）地區。他亦重整了洛汗的軍隊編制，確保每個馬隊（Éored）至少有120名騎士，而在全軍集結（Full muster）時可以有100支馬隊的兵力。由此一來，洛汗全面投入戰爭的話，可以有達12,000名騎兵之多。
2885年，哈拉德人入侵剛鐸。佛卡溫履行了伊歐誓言（Oath of Eorl），並報答了長冬（Long Winter）之後剛鐸對洛汗的援助，派出大軍支援剛鐸攝政王圖林二世（Túrin II）抗敵。他本欲親自帶兵，但被勸阻，轉而派遣他的雙胞胎兒子領兵。聯軍在波洛斯河渡口（Crossings of the Poros）發生大戰，哈拉德人敗走，但佛克瑞和法絲崔（Fastred）都陣亡於這場戰爭中。佛卡溫因此獲得圖林二世贈予的許多黃金作補償。
第三紀元2903年，佛卡溫去世，結束了39年的統治，由他的幼子范哲爾繼位。

## 資料來源
1. 1 2 3 4 5 6 7 8 9 10  《魔戒三部曲》 2001年 聯經初版翻譯 附錄一帝王本紀及年表
2. ↑  .   [2011-12-04]. （原始内容存档于2012-01-07）.
3. ↑  《未完成的故事》 1998年 HarperCollins重印版 "The Battles of the Ford of Isen" 註釋第四條
4. ↑  《未完成的故事》 1998年 HarperCollins重印版 "Cirion and Eorl" 註釋第九條
5. ↑  《魔戒三部曲》 2001年 聯經初版翻譯 附錄二編年史

| 前任： 佛卡 | 洛汗國王 | 繼任： 范哲爾 |